# Cesilio de los Santos
Cesilio de los Santos (n. 12 de febrero de 1965; Rivera, Uruguay) es un entrenador y exfutbolista uruguayo que se desempeñaba como defensa.

## Trayectoria
Inició su carrera en el Frontera Rivera Fútbol Club de Uruguay, equipo de su ciudad natal, de ahí pasó rápidamente al Club Atlético Bella Vista donde actuó por cuatro años. Fue contratado por el Club América de México para la temporada 1988-89. Llegó en una campaña en que las Águilas ya eran Campeones y lo hizo para cubrir el hueco de Efraín “Cuchillo” Herrera que había tenido un campeonato destacado en la posición de defensa. Sorprendió, dadas las expectativas, que el uruguayo resultara un destacado jugador, con técnica y solvencia, características que lo hicieron figurar y consiguiera ser titular rápidamente. Formaría parte importante de la última parte de la exitosa generación ochentera que consiguió varios títulos nacionales e internacionales.
Continuó su carrera en México con Tigres (1994-95) y Puebla (1995-96), para después regresar a Uruguay para retirarse jugando con el Nacional de Montevideo.

## Palmarés

### Campeonatos nacionales
| Título                     | Club    | País   | Año     |
| -------------------------- | ------- | ------ | ------- |
| Primera División de México | América | México | 1988-89 |
| Campeón de Campeones       | América | México | 1988-89 |

### Campeonatos internacionales
| Título                  | Club    | Lugar  | Año  |
| ----------------------- | ------- | ------ | ---- |
| Copa Campeones CONCACAF | América | México | 1990 |
| Copa Campeones CONCACAF | América | México | 1992 |
| Copa Interamericana     | América | México | 1991 |